# Cryptosporium crypticum
Cryptosporium crypticum är en svampart som beskrevs av Cooke ex Grove 1937. Cryptosporium crypticum ingår i släktet Cryptosporium, divisionen sporsäcksvampar och riket svampar.   Inga underarter finns listade i Catalogue of Life.